# Ephedra pseudodistachya
Ephedra pseudodistachya — вид гнетоподібних з родини ефедрових (Ephedraceae). Місцем проживання цього виду є Сибір, Монголія.